# Моррисон, Дженнифер
Дже́ннифер Мари Мо́ррисон (англ. Jennifer Marie Morrison, род. 12 апреля 1979, Чикаго) — американская актриса, режиссёр, модель, продюсер. Наиболее известна телевизионными ролями доктора Эллисон Кэмерон в «Доктор Хаус» и Эммы Свон в «Однажды в сказке».

## Ранние годы
Моррисон родилась в Чикаго и выросла в городе Арлингтон-Хайтс, Иллинойс. Её отец, Дэвид Л. Моррисон, учитель музыки, в 2003 году получил звание «Учитель года» штата Иллинойс. Мать, Джуди Моррисон, также работала учителем. В 1997 году Дженнифер окончила Prospect High School, где работали её родители. Во время учёбы она играла на кларнете, пела в хоре и была чирлидером в школьной группе поддержки. У Моррисон есть младшая сестра Джулия и младший брат Даниэль.
После школы она поступила в Чикагский университет имени Лойолы, где до 2000 года изучала театральное искусство и английский язык. Перед тем как переехать в Лос-Анджелес, чтобы продолжить карьеру в кино и на телевидении, Моррисон также закончила театральную студию «Steppenwolf».

## Карьера
Моррисон начала свою карьеру как модель ещё в детстве. В возрасте 13 лет она попала на обложку журнала «Sports Illustrated for Kids» со звездой баскетбола Майклом Джорданом.
Её дебютное появление в художественном фильме произошло в 14 лет. Она сыграла дочь персонажей Ричарда Гира и Шэрон Стоун в фильме «На перепутье». Позже она также появилась в роли призрака Саманты в фильме «Отзвуки эха» с Кевином Бейконом. Свою первую заметную роль она сыграла в 2000 году в фильме «Городские легенды 2», а затем появилась в таких фильмах, как «Скейтбордисты» (2003) с Адамом Броди, «Пережить Рождество» (2004) с Беном Аффлеком, и «Мистер и миссис Смит» (2005) с Брэдом Питтом и Анджелиной Джоли.
На телевидении она выступала в качестве приглашённой актрисы в нескольких успешных сериалах, включая «Прикосновение ангела» и «Бухту Доусона», прежде чем в 2004 году получила роль персонажа первого плана, иммунолога доктора Эллисон Кэмерон, в сериале «Доктор Хаус». В 2006 году Моррисон стала продюсером независимого фильма «Расцвет», в котором также исполнила одну из главных ролей вместе со своим партнёром по сериалу «Доктор Хаус» актёром Джесси Спенсером. В 2007 году Моррисон участвовала в съёмках видеороликов к игре «Command & Conquer 3: Tiberium Wars», снялась в комедии «Большой Стэн» вместе с Робом Шнайдером, а также сыграла главную роль в телефильме «Убийство принцессы Дианы».

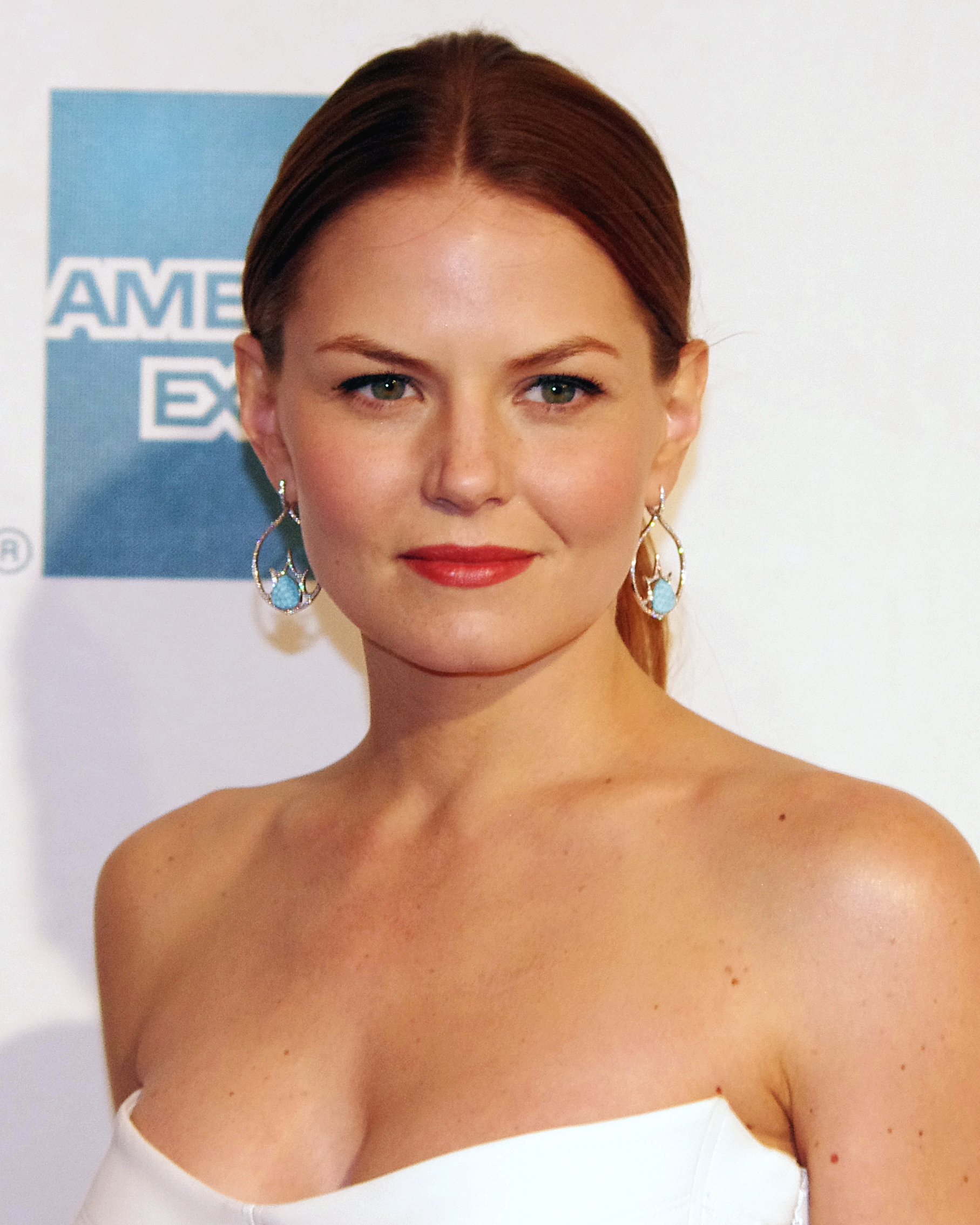
Моррисон в 2012 году

Продолжая совмещать работу в кино со съёмками в сериале «Доктор Хаус», Дженнифер также успела сыграть в таких заметных фильмах, как «Звёздный путь» и «Столик на троих». В 2007 году журнал «TV Guide» поместил имя актрисы в список 10 самых сексуальных телезвёзд наряду с Патриком Демпси, Эванджелин Лилли, Евой Лонгорией и Джошем Холлоуэем. После ухода из «Хауса» Моррисон успела засветиться в роли Зоуи Пирсон в нескольких эпизодах 6 сезона сериала «Как я встретил вашу маму». Также она попробовала себя на Бродвее, где сыграла в пьесе «Сотворившая чудо».
В 2011—2018 годах Моррисон играла главную героиню сериала «Однажды в сказке» Эмму Свон. Сняла короткометражный фильм «Предупреждающие знаки», премьера которой состоялась в 2015 году на кинофестивале Tribeca. В феврале 2017 года Дженнифер Моррисон получила награду «Spotlight Award» на фестивале aTVFest. В перерыве между съёмками пятого и шестого сезона «Однажды в сказке» срежиссировала свой первый полнометражный фильм «Солнечные псы». В картине приняли участие такие именитые актёры как Майкл Ангарано, Мелисса Бенойст, Иксзибит, Эд О’Нил и Эллисон Дженни, недавно получившая «Оскар». Премьера фильма состоялась на кинофестивале в Лос-Анджелесе в 2017 году.
В этом же году актриса вернулась на театральную сцену, сыграв в пьесе «The End of Longing», которая является драматургическим и театральным дебютом звезды сериала «Друзья» Мэттью Перри. Моррисон получила награду «Лучшая актриса» за роль в фильме «Список» (который удостоился награды «Лучший комедийный фильм») на фестивале Burbank FilmFestival. 11 февраля 2018 года на фестивале «Mammoth Film Festival» фильм «Солнечные псы» выиграл в трёх номинациях: «Приз жюри», «За достижение в кинематографе» и «Лучшая картина».

## Личная жизнь
В январе 2007 года журнал People объявил, что Моррисон в Париже во время рождественских праздников обручилась с актёром Джесси Спенсером, с которым она встречалась с 2004 года. Однако в августе 2007 года они объявили о расторжении помолвки. С 2008 по 2012 год встречалась с актёром сериала «Побег» Амори Ноласко. С июля 2012 по июль 2013 года встречалась с коллегой по сериалу «Однажды в сказке» актёром Себастианом Стэном.
В 2019 году она начала встречаться с американским актёром Джерардо Селаско. 14 марта 2022 года на фестивале South by Southwest в Остине, где проходила премьера сериала с участием Селаско, пара была замечена с обручальными кольцами. 8 апреля Моррисон опубликовала в своём Инстаграме поздравление с 40-летием Селаско и подтвердила, что они женились.

## Фильмография

### Актёрские работы
| Год       |     | Русское название             | Оригинальное название                    | Роль                   |
| --------- | --- | ---------------------------- | ---------------------------------------- | ---------------------- |
| 1994      | ф   | На перепутье                 | Intersection                             | Меган Истман           |
| 1994      | ф   | Чудо на 34-й улице           | Miracle on 34th Street                   | Денис                  |
| 1999      | ф   | Отзвуки эха                  | Stir of Echoes                           | Саманта Козак          |
| 2000      | ф   | Городские легенды 2          | Urban Legends: Final Cut                 | Эми Мэйфилд            |
| 2001      | ф   | Зеро                         | The Zeroes                               | Джойс                  |
| 2001      | с   | Хроника                      | The Chronicle                            | Гвен                   |
| 2001      | с   | Прикосновение ангела         | Touched by an Angel                      | Мелисса Данниген       |
| 2001—2002 | с   | Бухта Доусона                | Dawson’s Creek                           | Мелани Ши Томпсон      |
| 2002      | ф   | —                            | Design                                   | Соня Мэллоу            |
| 2002      | с   | Теперь в любой день          | Any Day Now                              | Мэнди Сингер           |
| 2002      | с   | —                            | The Random Years                         | Меган                  |
| 2002      | тф  | —                            | Big Shot: Confessions of a Campus Bookie | Келли                  |
| 2002      | ф   | —                            | Nantucket                                | Алиша                  |
| 2002      | ф   | Лихорадка по девчонкам       | Girl Fever                               | Энни                   |
| 2003      | ф   | Скейтбордисты                | Grind                                    | Джейми                 |
| 2003      | тф  | —                            | The Edge                                 | н/д                    |
| 2004      | ф   | —                            | The Sure Hand of God                     | Лили Баузер            |
| 2004      | ф   | Пережить Рождество           | Surviving Christmas                      | Мисси                  |
| 2004      | кор | Лифт                         | Lift                                     | Сара                   |
| 2004—2012 | с   | Доктор Хаус                  | House                                    | доктор Эллисон Кэмерон |
| 2005      | ф   | —                            | Mall Cop                                 | Крис                   |
| 2005      | ф   | Мистер и миссис Смит         | Mr. & Mrs. Smith                         | Джейд                  |
| 2006      | ф   | Расцвет                      | Flourish                                 | Гэбриэль Уинтерс       |
| 2006      | кор | —                            | The Script                               | Кристи                 |
| 2007      | ки  | —                            | Command & Conquer 3: Tiberium Wars       | лейтенант Кирс Джеймс  |
| 2007      | тф  | Убийство принцессы Дианы     | The Murder of Princess Diana             | Рэйчел Виско           |
| 2007      | тф  | Последний заход              | Final Approach                           | стюардесса             |
| 2007      | ф   | Большой Стэн                 | Big Stan                                 | Минди                  |
| 2009      | ф   | Звёздный путь                | Star Trek                                | Вайнона Кирк           |
| 2009      | ф   | Столик на троих              | Table for Three                          | Лесли                  |
| 2009      | мс  | Супергеройский отряд         | The Super Hero Squad Show                | Оса                    |
| 2010      | с   | Преследование                | Chase                                    | Фейт Мейплс            |
| 2010—2014 | с   | Как я встретил вашу маму     | How I Met Your Mother                    | Зои Пирсон             |
| 2011      | тф  | Вернуть Эшли домой           | Bringing Ashley Home                     | Эшли                   |
| 2011      | кор | Транжира                     | Prodigal                                 | агент Рейчел Минц      |
| 2011      | ф   | Воин                         | Warrior                                  | Тесс Конлон            |
| 2011      | тф  | Пять                         | Five                                     | Шейла                  |
| 2011—2018 | с   | Однажды в сказке             | Once Upon a Time                         | Эмма Свон              |
| 2012      | ф   | Выборы                       | Knife Fight                              | Анжела Андерсон        |
| 2013      | ф   | Некоторые девушки            | Some Girl(s)                             | Сэм                    |
| 2013      | ф   | Стартрек: Возмездие          | Star Trek: Into Darkness                 | Вайнона Кирк           |
| 2013      | ф   | Событие 15                   | Event 15                                 | Уайт                   |
| 2015      | кор | —                            | Mattresside                              | Анжелика               |
| 2015      | кор | —                            | To Dust Return                           | Шерон Рейнольдс        |
| 2016      | ф   | Бесконечная история. Альбион | Albion: The Enchanted Stallion           | аббатиса               |
| 2016      | ф   | Темнота                      | The Darkness                             | Джой Картер            |
| 2017      | ф   | Солнечные псы                | Sun Dogs                                 | Мари                   |
| 2017      | ф   | Ужас Амитивилля: Пробуждение | Amityville: The Awakening                | Кэндис                 |
| 2017      | ф   | Список                       | The List                                 | Кэтрин Стерн           |
| 2018      | ф   | Нация убийц                  | Assassination Nation                     | Марджи Дункан          |
| 2018      | ф   | Обратные дороги              | Back Roads                               | Келли Мерсер           |
| 2018      | ф   | Суперфлай                    | Superfly                                 | детектив Мейсон        |
| 2018      | ф   | Все создания земные          | All Creatures Here Below                 | Пенни                  |
| 2019      | ф   | Отчёт о пытках               | The Report                               | Кэролайн Красс         |
| 2019      | ф   | Бэтмен: Тихо                 | Batman: Hush                             | Селина Кайл            |
| 2019      | кор | —                            | The Tattooed Heart                       | Шарлотт Льюис          |
| 2019      | с   | Это мы                       | This Is Us                               | Кэссиди Шарп           |
| 2019      | ф   | Скандал                      | Bombshell                                | Джулиет Хадди          |

### Режиссёрские работы
- 2017 — Солнечные псы / Sun Dogs
- 2021 — Доктор Смерть / Dr. Death (3-я и 4-я серии)

## Награды и номинации
| Год  | Награда                        | Категория                                                   | Фильм                | Результат |
| ---- | ------------------------------ | ----------------------------------------------------------- | -------------------- | --------- |
| 2009 | Премия Гильдии киноактёров США | Outstanding Performance by an Ensemble in a Drama Series    | Доктор Хаус          | Номинация |
| 2012 | Prism Awards                   | Performance in a TV Movie or Miniseries                     | Bringing Ashley Home | Победа    |
| 2014 | People’s Choice Awards         | Любимая «химия» на экране                                   | Однажды в сказке     | Номинация |
| 2015 | Кинофестиваль Трайбека         | Лучшая короткометражка                                      | Warning Labels       | Номинация |
| 2015 | People’s Choice Awards         | Любимая научно-фантастическая/фэнтези телевизионная актриса | Однажды в сказке     | Номинация |
| 2015 | Kids' Choice Awards            | Любимая телевизионная актриса                               | Однажды в сказке     | Номинация |